# Eleutherodactylus probolaeus
Espèce
Synonymes
- Eleutherodactylus pictissimus probolaeus  Schwartz, 1965

Statut de conservation UICN

 EN B1ab(iii) : En danger
Eleutherodactylus probolaeus est une espèce d'amphibiens de la famille des Eleutherodactylidae.

## Répartition
Cette espèce est endémique de la province de La Romana en République dominicaine. Elle se rencontre du niveau de la mer jusqu'à 600 m d'altitude.

## Publication originale
- Schwartz, 1965 : Geographic variation in two species of Hispaniolan Eleutherodactylus with notes on Cuban members of the ricordi group. Studies on the Fauna of Curacao and Other Caribbean Islands, vol. 22, p. 98-123.